# Людовик IV Заморський
Людо́вик IV Замо́рський (фр. Louis IV d'Outremer; 10 вересня 920 або 921, Лан, Франція — 10 вересня 954, Реймс, Франція) — король Франції з 936 по 954 з династії Каролінгів. Син Карла III Простуватого та Огіви Вессекської, сестри Етельстана, короля Англії. Після того, як Карл потрапив у полон до графа Герберта II де Вермандуа (923), дружина його втекла з маленьким сином до брата, в Англію. Оскільки Людовик жив та виховувався в Англії його прозвали «Заморським».

## Обрання королем Людовика Заморського
936 року обраний бунтівниками король Рауль помер. Тоді Гуго Великий, після переговорів з Вільгельмом IНормандським, Гербертом II де Вермандуа, Арнульфом Фландрським та герцогом Бургундії Гуго Чорним вирішив послати до Англії за Людовиком. Етельстан, спершу прийнявши присягу у франкських вельмож, відправив племінника до Франції з деякими єпископами. Герцог Гуго та інші знатні франки поспішили назустріч Людовику до узбережжя Булоні. Звідти його відвезли в Лан. Архієпископ Арто благословив Людовика на королівство, а потім 19 червня 936 року коронував його у присутності шляхетних людей королівства і більш, ніж двадцяти єпископів. До володінь молодого короля входили Комп'єнь, К'єрзі, Вербері, Вер, Понтьйон. Людовик володів, також, кількома абатствами: Нотр-Дам в Лані, Сен-Корній у Комп'єні, Корбі та Флері-сюр-Луар.

## Початок правління
Вплив нового короля спочатку був чисто символічним, враховуючи його вік та відсутність будь-яких політичних стосунків. Окрім того він не розмовляв ані романською, ані латиною, був неймовірно обмежений в коштах та ледь міг забезпечити свій двір з тих земель, які ще належали Каролінгам. Він дуже залежав від підтримки могутнього герцога франків Гуго, який називав себе «першим після короля у всіх його володіннях» та був істинним владикою держави. Між тим Гуго, хоча і віддав королю корону, яку цілком міг би залишити собі, не хотів поступитися навіть дещицею свого впливу. Відразу після смерті Рауля він оголосив, що збирається приєднати до своїх володінь Бургундське герцогство і повів війну з Гуго Чорним, братом покійного. Король і Гуго вирушили до Бургундії, а, оскільки Гуго Чорний зволікав принести присягу Людовику, вони обложили та захопили Лангр.

## Проблеми в стосунках з Гуго Великим

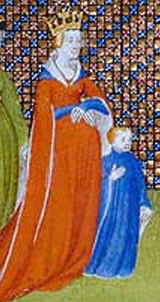
Огіва Вессекська з малолітнім Людовиком IV

Людовик перебував під опікою Гуго недовго. За своєю вдачею він був набагато активнішим, ніж його батько, та хотів дійсно бути, а не лише називатися королем. Вже з 937 року Людовик став займатися військовими справами і управлінням самостійно і не звертав уваги на поради Гуго. Прагнучи ослабити контроль з боку герцога франків, він з Парижа переїхав до Лана і, оселився тут, спираючись на архієпископа Реймського Арто, що незабаром став державним канцлером. Оскільки герцог зрозумів, що король відкинув його опіку, він зблизився до себе графа Герберта де Вермандуа і часто обговорював з ним образливу поведінку короля. Ворожнеча з Гербертом була дуже небезпечною для короля, тому що володіння графа з усіх боків оточували королівський домен і навіть змішувалися з ним. Замок в місті Лан, що належав клану вермандуа, знаходився посеред земель Каролінгів.
Тільки в 938 році Людовик зміг взяти замок в облогу і захопити його. Герберт Вермандуа у 938 році вступив у війну з Людовиком, взяв завдяки зраді замок Шато-Тьєррі, а потім захопив фортецю Шозе, що належала архієпископові Реймському. Відтоді у всій країні розгорілася завзята війна. Гуго та Герберта підтримав Вільгельм, герцог Норманський, а на боці короля виступили Гуго Чорний, герцог Бургунський, у якого Гуго відібрав міста Санс і Осер, Арнульф, граф Фландрський, Раймунд Понс, граф Тулузький (згодом герцог Аквітанський) і Вільгельм, граф Пуатевінський, якому безпосередньо загрожувала експансія з боку Гуго Великого. Міжусобиці лютували від океану до Рейну.

## Війна в Лотарингії
У 939 році головним центром війни стала Лотарингія, зайнята при Раулі (Радульф) німцями. На початку 939 року місцевий герцог Гізельберт (Жильбер) взяв участь у повстанні герцогів Саксонії і Франконії проти короля Німеччини Оттона I. Жильбер запропонував Людовику владу над Лотарингією і навіть віддав йому, як перший крок, місто Верден. Король вигнав з герцогства прихильників Оттона I, а тих, хто перебував у згоді з ним, приголубив, тримав з ними раду і прийняв від них присягу. Потім, дізнавшись, що в Лані проти нього зріє зрада, Людовик поспішив назад, вигнав з міста єпископа Радульфа і його поплічників. Тим часом Оттон переміг Гізельберта. Рятуючись втечею, герцог потонув у річці. Людовик сильно журився з цього приводу. У 940 році він знову приїхав до Лотарингії, взяв у дружини вдову Гізельберта Гербергу, сестру короля Оттона, і коронував її разом із собою.

## Оттон I втручається у справи західних франків
Зробивши все це, Людовик вирушив до Бургундії. За його відсутності герцог Гуго і граф Герберт, разом з Гійомом Нормандським, який ще нещодавна клявся у вірності королю, підступили до Реймса. Городяни співчували їм, і майже всі перейшли на бік заколотників, залишивши архієпископа Аргольда (Арто). На шостий день облоги, відкривши ворота, вони впустили супротивників всередину. Аргольд сховався в абатстві Авені і склав з себе архієпископський сан. На його місце поставили Гуго, сина Герберта. Тим часом Оттон I, захопивши знову всю Лотарингію, вторгся з військом до Франції. Гуго та Герберт, об'єднавшись з ним, провели його аж до Аттіньї і тут присягнули йому на вірність.
Потім, у 942 році за посередництва Герберта, Людовик і Оттон зустрілися для переговорів. Оттон I розсудив, що його зять Людовик Заморський з лишком отримав своє. Тоді він назвав його своїм другом і помирив його з Гербертом і Гуго, своїм другим зятем, бо король і герцог були одружені з сестрами Оттона. Людовик повинен був погодитися на втрату Реймса і на обрання Гуго архієпископом. Він обіцяв не заподіювати шкоди Гуго Великому і Герберту, які принесли присягу німецькому королю. На цих умовах було укладено мир. Відтепер арбітром на заході виступає король Німеччини.

## Успіхи короля в боротьбі з заколотниками

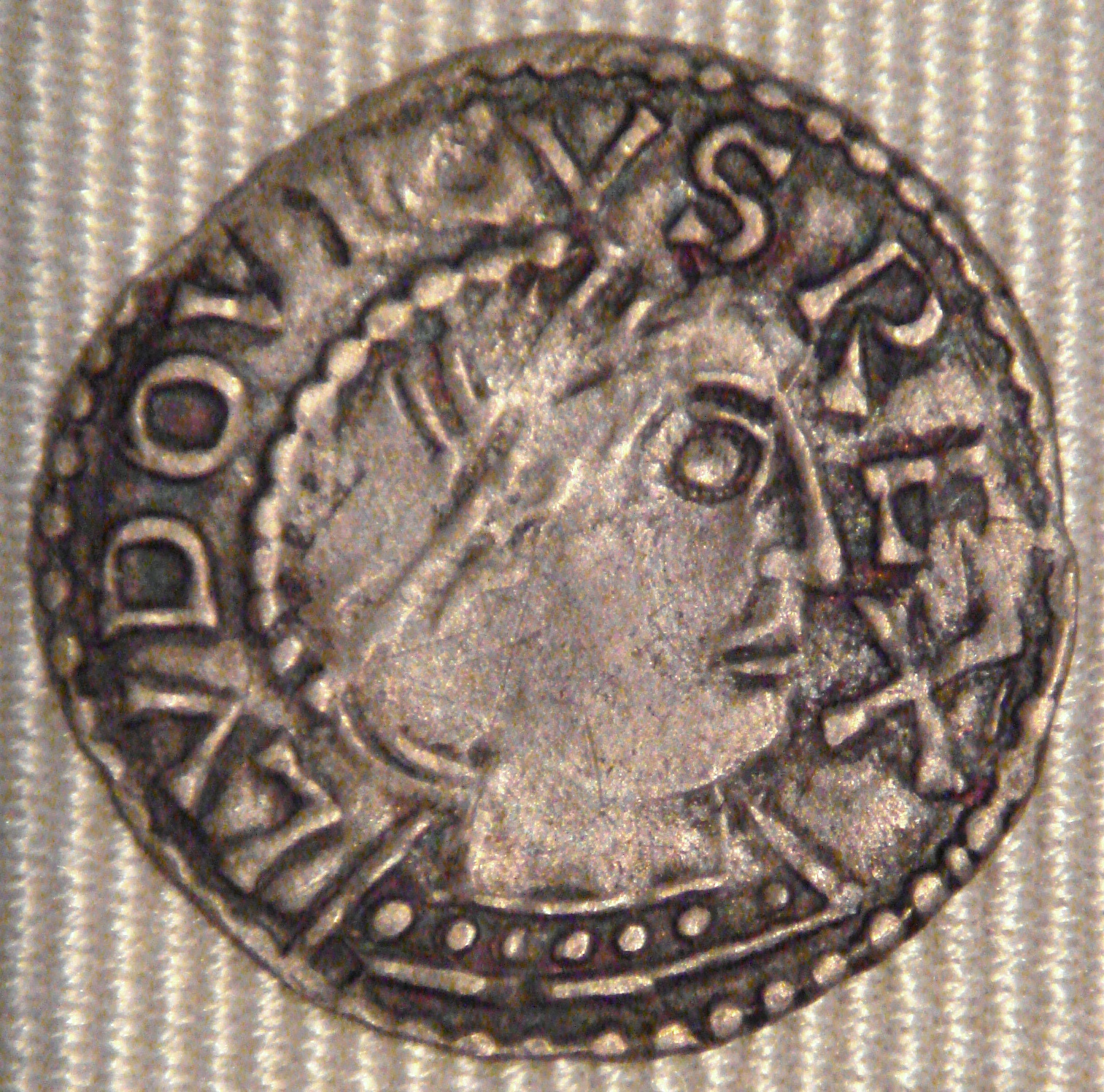
Деньє Людовика IV

23 лютого 943 року помер Герберт де Вермандуа, а його володіння були поділені між чотирма його синами. Смерть Герберта звільнила короля від небезпечного порушника спокою, бо володіння останнього, буквально кільцем, оточували королівський Лан. Людовик заволодів абатством Сен-Крепен в Суассоні, яким він потім поступився графу Рено з Русі, нещодавно наближеного Гуго Великого, а тепер відданого династії Каролінгів.
Після загибелі в 942 році герцога Нормандії Вільгельма, король вторгся до Нормандії, з'явився в Руані взяв його юного спадкоємця Річарда під опіку. Він відвіз останнього до свого двору і став прагнути до повного підпорядкування Нормандії. Нормани розділилися, почалася боротьба партій. Пізніше король заручився ще й підтримкою Альбера де Вермандуа, одного з синів Герберта.
944 року, дізнавшись, що нормандці хочуть відійти від нього, Людовик за підтримки Гуго Великого, якому була обіцяна частина Нормандії, вторгся в Нормандію, захопив Байо, а потім підпорядкував собі і решту країни.

## Арешт короля
У 945 році Людовик спробував повернути собі Реймс. Натрапивши на наполегливий опір жителів, він погодився на посередництво Гуго Великого, який переконав короля зняти облогу з міста і вислухати виправдання архієпископа Гуго в судовому порядку. В очікуванні суду Людовик вирушив до Нормандії, не знаючи, що тут проти нього склалася змова. Засідка була влаштована норманами, можливо, прихильниками Гуго Великого. Хагрольд, який правив Байо, відправив до короля послів і запросив його до себе. У липні 945 році Людовик з невеликим супроводом спокійно вирушив до Байо, вважаючи, що їде до свого вірного васала. Хагрольд ж, знаючи про брак воїнів, напав на короля з великим військом. З супутників Людовика одні були поранені, інші вбиті, а сам він кинувся навтіки.
У повній самоті він в'їхав в Руан і звернувся до його мешканців за підтримкою, але ті схопили його й видали Хагрольду. Вони зажадали від королеви Герберги за видачу короля, щоб вона віддала їм у заручники двох своїх синів, Хлотаря і Карла. Герберга відправила їм тільки молодшого, Карла, разом з єпископом Суассона і Бове. Після довгих переговорів нормани передали Людовика герцогу Гуго, який до того часу робив вигляд, що зберігає йому вірність. Але як тільки король опинився в його руках, він відкинув будь-яке удавання, взяв його під варту і в обмін на свободу зажадав віддати Лан — останнє володіння Каролінгів, що залишився у них у Франції. Людовик готовий був швидше закінчити своє життя в полоні, ніж погодитися на це. Тоді Гуго осадив Лан. Герберга деякий час хоробро обороняла місто, потім поступилася необхідності і здала його герцогу.

## Оттон I приходить на допомогу Людовику

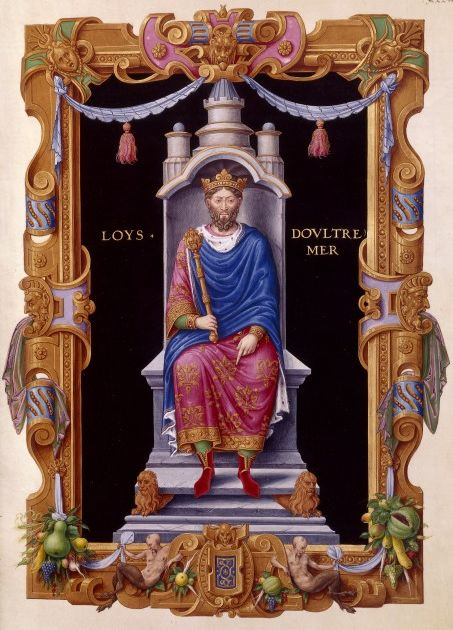
Людовик IV Заморський (зображення з Національної бібліотеки Франції)

У 946 році Гуго випустив Людовика на свободу. Віддалившись у Комп'єнь, король відправив послів до швагра Оттона. Він скаржився йому на заподіяне насильство і просив надати підтримку. Дотримуючись принципу рівноваги, Оттон Німецький не захотів залишити свого зятя-короля в такому безпорадному стані і дозволити герцогу франків ображати його королівську величність, захопивши всю владу у Франції. Оттон, разом з королем Бургундії Конрадом, вторгся в Західне Франкське королівство на чолі великої армії. Три короля зустрілися під стінами Реймса і взяли в місто в облогу. На шостий день облоги архієпископ Гуго покинув місто, а городяни здалися королю. Людовик знову звів єпископа Артольда (Арто) в колишній сан.
Від Реймса королі пішли війною на герцога Гуго, попалили і розграбували всі його землі від Сени до Луари, потім вдерлися до Нормандії і начисто спустошили її. Суворо помстившись за образу, Оттон повернувся до Німеччини, а Людовик вирушив до Реймса. Всім було ясно, що тепер на заході господарює Оттон зі своїм кланом. Так, з кінця 947, по кінець 948 року, відбулася чотири синоди, скликані за ініціативою Оттона і його церкви, з тим, щоб обговорити питання про Реймс, а також загальний стан у Франції.
Найважливіший з них відбувся в липні 948 року в Інгельгаймі, неподалік від Майнца. Ці збори винесли рішення: «Ніхто відтепер нехай не наважиться завдати шкоди королівської влади, або віроломно безчестити, або зазіхати на неї. Виходячи з цього, ми винесли таке рішення: Гуго, загарбник і викрадач королівства Людовика, буде відданий анафемі, якщо він у встановлений термін не постане перед собором і не позбавиться від своїх пороків».
Гуго Великий не звернув ані найменшої уваги на це попередження, навпаки, він розграбував Суассон, реймські володіння, опоганив церкви. Тому у вересні синод в Трірі відлучив його від церкви. Звичайно ж, всі ці заходи сприяли об'єднанню франкських єпископів з королем Людовиком.
Оттон відправив на допомогу Людовику військо на чолі з герцогом Лотаринзьким Конрадом. Король підступив до Лану. Захисники оборонялися з великим завзяттям, наближалася зима, і Людовику довелося відступити, не домігшись успіху. Навесні 949 року Людовик відновив війну. 60 його воїнів під виглядом конюхів увійшли в місто, захопили ворота і трималися до тих пір, поки не наспів король зі своїм військом. Частина ворогів сховалася в одній з башт. Людовик ніяк не міг захопити її і наказав звести стіну, щоб відрізати її від міста. Саме в цей час прийшла допомога від Оттона. Людовик вторгся у володіння Гуго і, хоча не зміг взяти ні одного міста, сильно спустошив його землі.
Гуго у гніві хотів відповісти йому тим же, однак незабаром стало відомо, що Папа Римський підтримав рішення собору французьких єпископів і теж прокляв Гуго. Багато прелатів з'їхалися до Гуго і говорили йому, що небезпечно нехтувати анафемою, що піддані повинні підкорятися королю і що вони не можуть більше підтримувати його заколот. Переможений цими доводами, герцог смиренно просив короля помиритися з ним. У 950 році супротивники зустрілися на березі Марни і прийшли до повної згоди. Гуго зберіг своє становище і навіть збільшив зону свого впливу аж до Нормандії і, особливо, в Бургундії. Останні роки царювання Людовика пройшли спокійно.

## Смерть Людовика IV Заморського
Чотири роки по тому, повертаючись до Реймса, король побачив вовка. Він погнався за ним і на всьому скаку впав з коня. Від сильного струсу в нього почалася слоновість. Є також припущення, що в нього була проказа. Він довго і болісно страждав і, нарешті, 10 вересня 954 року помер.

## Шлюб і діти
- Дружина: (з 939) Герберга Саксонська (близько 913 — 3 лютого 969), вдова герцога Лотаринзького Гізельберта і сестра імператора Оттона I Великого. Мали 8 дітей:
  - Лотар (941—986), король Франції з 954. Одружений з 966 з Еммою Італійською, донькою Лотара II, короля Італії.
  - Матільда (943—992); чоловік Конрад I Тихий, король Бургундії;
  - Хільдегарда (нар. бл. 944).
  - Карломан (Карл) (бл. 945 — до 953).
  - Людовик (бл. 948—954).
  - Альберада (нар. до 953).
  - Генріх (до 953—953).
  - Карл I Лотаринзький (953 — бл. 993), герцог Нижньої Лотарингії.